# Yalour-Inseln
Die Yalour-Inseln (französisch Îles Yalour) sind eine Gruppe aus Inseln und Klippen vor der Graham-Küste des Grahamlands auf der Antarktischen Halbinsel. Sie erstreckt sich über eine Länge von 2,5 km im südlichen Teil des Wilhelm-Archipels und liegt 1,5 km nordwestlich des Kap Tuxen.
Teilnehmer der Vierten Französischen Antarktisexpedition (1903–1905) unter der Leitung des Polarforschers Jean-Baptiste Charcot entdeckten und benannten sie. Namensgeber ist Jorge Yalour (1874–1928), Offizier auf der argentinischen Korvette Uruguay zur Rettung der Teilnehmer der Schwedischen Antarktisexpedition (1901–1903) im November 1903.